# Leiobunum viridorsum
Leiobunum viridorsum is een hooiwagen uit de familie Sclerosomatidae.